# Antoine Hubert (entrepreneur)
Antoine Hubert, né le 1er mai 1982, est un environnementaliste, chef d’entreprise français, président et cofondateur du groupe Ÿnsect, producteur de protéines et d’engrais naturels à base d’insectes.

## Carrière

### Formation et débuts
Antoine Hubert est un ingénieur agronome diplômé d’AgroCampus-Ouest et d’AgroParisTech.
Antoine Hubert commence sa carrière comme conseiller environnement chez Total. 

### Worgamic
Il fonde en 2007 l'association Worgamic, spécialisée dans le développement durable, qui encourage une meilleure gestion des ressources alimentaires en ville.

### Ÿnsect
En 2011, il cofonde Ÿnsect, entreprise productrice de protéines et d’engrais naturels à base d’insectes,,,,, avec le soutien d’AgroParisTech et de l’Agence Nationale de la Recherche (ANR).
Comme la consommation humaine d'insectes reste faible, pour des raisons culturelles selon Antoine Hubert, son entreprise produit surtout pour l'alimentation animale et l'aquaculture. 
Il quitte ses fonctions de PDG en juillet 2023. 

## Prix et distinctions
En 2021, il est lauréat du prix national Choiseul.
En 2021, il fait partie de la promotion des Young Leader de la French American Foundation.

## Ouvrages
- Pour une Écologie Positive, Manifeste d’un producteur d’insectes, Éditions Autrement, 2 février 2022, 144 p. (ISBN 978-2-7467-6223-7)[13].